# Universidade de La Frontera
A Universidade de La Frontera (em castelhano:  Universidad de La Frontera ou UFRO) é uma universidade estadual do Chile, localizada na cidade de Temuco, capital da região de Araucanía. Foi fundada em 10 de março de 1981.
De acordo com a classificação do CSIC de 2012 a Universidade de La Frontera, é a oitava maior universidade chilena, e figura em 14º lugar no ranking do periódico El Mercurio.